# Víctor Manuel Rebolledo
Víctor Manuel Rebolledo González (Illapel, 6 de junio de 1949) es un abogado y político chileno, exparlamentario y exministro de Estado del presidente Eduardo Frei Ruiz-Tagle.
Activo personero de la centroizquierdista Concertación de Partidos por la Democracia, a comienzos de los años 2000 fue uno de los protagonistas del escándalo político conocido como Caso Coimas.
Casado con la abogada María Soledad Láscar Merino en segundas nupcias, tiene cuatro hijos.
Ha estado involucrado en múltiples casos de corrupción.

## Formación
Nació como hijo de Víctor Manuel Rebolledo Carrasco, abogado penalista de extracción laica cercano al radicalismo que colaboró con el Gobierno de la izquierdista Unidad Popular.
Estudió su educación primaria en el colegio Nido de Águilas y posteriormente su educación media en el Internado Nacional Barros Arana (INBA) de Santiago. Más tarde cursó la carrera de derecho en la Universidad de Chile donde se licenció con la máxima distinción en el año 1975. En 1980 cursó su doctorado en derecho constitucional en la Universidad Complutense de Madrid.

## Carrera política

### Opositor a Pinochet
Comenzó en política siendo miembro de la Juventud Radical a los trece años, partiendo en 1977 al exilio luego que la dictadura militar le impidiera volver al país tras un viaje a Buenos Aires, Argentina. Ya en Madrid fue colaborador del Partido Socialista Obrero Español (PSOE) y del entonces candidato al Gobierno, Felipe González.
En 1984 volvió a su país, decidido a participar en el movimiento democrático que buscaba conseguir la salida del general Augusto Pinochet del poder.
En 1987 se convirtió en uno de los fundadores del Partido por la Democracia (PPD), del que llegó a ser miembro de su Comisión Política y vicepresidente.

### Parlamento y Gobierno
En 1990 fue elegido diputado por el Distrito 9, que comprende las comunas del sector sur de la Región de Coquimbo.
En marzo de 1994 fue designado por Frei Ruiz-Tagle como ministro secretario general de Gobierno, cargo en el que permaneció solo hasta el mes de septiembre.

Fue nombrado embajador en la FAO (1998-2000), tras intentar infructuosamente llegar al Senado.
En diciembre de 2001 fue elegido diputado nuevamente, esta vez por las comunas del sector norte de la Región de Coquimbo.

### Caso Toldos
En noviembre de 2001, la Organización de Pobladores Jefes de Hogar Nuevo Futuro de la ciudad de La Serena recibió 500 mil pesos del Fondo Social Presidente de la República, dependiente del Ministerio del Interior, para la compra de 36 toldos de fierro para la realización de ferias locales. Sin embargo, la agrupación ya poseía dichos toldos al momento de recibir los dineros. La adquisición de los fondos fueron gestionadas por Víctor Manuel Rebolledo, el ex Seremi del trabajo Rafael Vera Castillo y el dirigente social Carlos Rivera Canivilo.
El caso fue denunciado en agosto de 2003 por la Contraloría Regional de Coquimbo ante el Ministerio Público, uniéndose a la denuncia más tarde el Consejo de Defensa del Estado. El juicio oral, que acabó el 16 de marzo de 2010, declaró culpables a Vera y Rivera, siendo absuelto Rebolledo. Sin embargo, el 11 de mayo de ese mismo año el juicio fue anulado por la Corte de Apelaciones de La Serena, bajo la justificación de que «la sentencia infringía el principio de congruencia».

### Caso Coimas
En octubre de 2002, el empresario Carlos Filippi denunció que debió pagar el primer semestre de ese año 15 millones de pesos al por entonces Subsecretario de Transportes, Patricio Tombolini (PRSD), para que se aprobara la operación de una planta de revisión técnica en la ciudad de Rancagua. Estando en pleno cumplimiento de su periodo parlamentario, el intermediario del pago fue Víctor Manuel Rebolledo, habiendo además varios otros personeros del Gobierno de Ricardo Lagos comprometidos en el caso.
A fines de ese año, el juez Carlos Aránguiz condenó a Víctor Manuel como «coautor de cohecho» a 300 días de pena remitida, una multa de 30 millones de pesos y la inhabilitación perpetua para ejercer cargos públicos. La sentencia final acabó con cien días de pena remitida y una multa de 3,3 millones de pesos chilenos.

### Reinserción política
En 2008 Rebolledo retomó la actividad política, siendo elegido con una alta votación como miembro de la dirección nacional del PPD. Los años siguientes, no obstante, Rebolledo continuó estando implicado en otros casos de corrupción.
En 2009 no consiguió ser electo para la Cámara por el Distrito 6.
En julio de 2013, el PPD nuevamente lo postuló como candidato a diputado por el Distrito 9 de Coquimbo. Sin embargo, debido a las polémicas que generó la candidatura, debió declinar su postulación.
En diciembre de 2015 presentó su renuncia al PPD.

## Historial electoral

### Elecciones parlamentarias de 1989
- Elecciones parlamentarias de 1989, para el Distrito 9, Canela, Combarbalá, Illapel, Los Vilos, Monte Patria, Punitaqui y Salamanca [20]

### Elecciones parlamentarias de 1997
- Elecciones parlamentarias de 1997, para la Circunscripción 2, Antofagasta[21]

### Elecciones parlamentarias de 2001
- Elecciones parlamentarias de 2001, para el Distrito 7, Andacollo, La Higuera, La Serena, Paihuano y Vicuña [22]

### Elecciones parlamentarias de 2009
- Elecciones parlamentarias de 2009, para el Distrito 6, Alto del Carmen, Caldera, Freirina, Huasco, Tierra Amarilla y Vallenar[23]